# 弗拉迪米尔·纳德尔哈尔
弗拉迪米尔·纳德尔哈尔（捷克語：Vladimír Nadrchal，1938年3月4日—），捷克男子冰球运动员。他曾代表捷克斯洛伐克国家队参加1960年、1964年和1968年冬季奥林匹克运动会冰球比赛，获得一枚银牌和一枚铜牌。